# 劇団東京乾電池
劇団東京乾電池（げきだんとうきょうかんでんち）は、日本の劇団。1976年、オンシアター自由劇場を退団した柄本明、ベンガル、綾田俊樹によって結成した。座長を柄本明が務めている。また、設立当初のプロダクション人力舎に数年間所属していたこともある（業務提携扱い）。

## 略歴
1976年、結成する。旗揚げ公演は同年の12月29日、浅草木馬館で上演した『花絵巻 江戸のずっこけ』である。
その後高田純次、小形雄二、岩松了らが入団し、テレビでは、1980年から2年間放映された『笑ってる場合ですよ!』（フジテレビ系）に東京乾電池として『日刊乾電池ニュース』という時事コントのコーナーを担当するようになった。
当初は、時代が漫才ブームであり、芸人のようなストレートな笑いではなかったため、不振で打ち切りの話があった。しかし打ち切りのタイミングがなく、その間に「不条理の中の渋みのある笑い」が認知され、次第に人気コーナーとなったことで、東京乾電池はコントの類を行うお笑い劇団のイメージが定着していった。
そういったイメージの定着を嫌った柄本らは、演劇方針での転換を試みる。1986年から1990年にかけて、岩松了の作品を「町内劇シリーズ」「お父さんシリーズ」として計6本上演した。岩松はこの5作目にあたる『蒲団と達磨』で第33回岸田国士戯曲賞を受賞した。一方で、この頃に岩松は東京乾電池を退団している。
1991年から1995年の4年間は、チェーホフの4大劇を柄本の演出により上演した。
1996年には川島雄三監督の大映映画の傑作『しとやかな獣』を舞台で上演して話題を呼んだ。
創立25周年の2001年、シェイクスピアの『夏の夜の夢』を柄本の演出、劇団員総出演により上演した。これは同じく柄本演出で今日まで再演し続けている。
2005年4月には小津安二郎監督の『長屋紳士録』を舞台化し、上演した。
創立30周年にあたる2006年、「劇団東京乾電池祭り」と題し、開催期間の4月19日から4月30日の間に『小さな家と五人の紳士』（作：別役実）、『眠レ、巴里』（作：竹内銃一郎）、『授業』（作：ウジェーヌ・イヨネスコ）、『夏の夜の夢』（作：ウィリアム・シェイクスピア）『長屋紳士録』（作：小津安二郎、池田忠雄）の5本の演目のうち4本を、柄本の演出、劇団員総出演で毎日上演するという企画公演を開催した。
35周年にあたる2011年には、『寿歌』（作：北村想）、『そして誰もいなくなった』（作：別役実）、『ハムレット』（作：ウィリアム・シェイクスピア）の3作品を上演した。『寿歌』は下北沢に完成した「アトリエ乾電池」のこけら落とし公演でもあった。
海外活動としては、フランスのアヴィニョン演劇祭への参加の他、ロシア、モルドバ、ルーマニア、韓国などでも公演を行っている。
漫画家の蛭子能収も、東京乾電池でセット設営のアルバイトをしていたところ、柄本に「舞台に出てみないか」といわれ、劇団員となった。

## 下北沢アクターズ・ラボ
『下北沢アクターズ・ラボ』は、2007年より劇団東京乾電池が株式会社ノックアウトと共同で開催している、ワークショップ形式の俳優講座である。
2010年、アクターズ・ラボ2期生を中心に劇団東京蝉ヌードを結成した。

## 主な俳優
- 柄本明
- ベンガル
- 綾田俊樹
- 角替和枝（没後も所属扱い）
- 西村喜代子
- 麻生絵里子
- 宮田早苗
- 谷川昭一朗
- 鈴木千秋
- 山地健仁
- 田中洋之助
- 上原奈美
- 山根博
- 嶋田健太
- 江口のりこ
- 血野滉修
- 戸辺俊介
- 西本竜樹
- 伊東潤
- 沖中千英乃
- 重村真智子
- 鈴木美紀
- 高尾祥子
- 松元夢子
- 杉山恵一
- 岡部尚
- 高田ワタリ
- 竹内芳織
- 仲尾純子
- 作間ゆい
- ともさと衣
- 中村はるな
- 飯塚祐介
- 中村真綾
- 山肩重夫
- 太田順子
- 深堀絵梨
- 吉橋航也
- 川崎勇人
- 鈴木一希
- 前田亮輔
- 松沢真祐美
- 山口ともこ
- 土居正明
- 林摩耶
- 池田智美
- 重田未来人
- 柴田鷹雄
- 中井優衣
- 矢戸一平
- 井下宜久
- 宇都宮五月
- 河野柑奈
- 本田彰秀
- 諫早幸作
- 八木下萌
- 岡森健太
- 鹿野祥平
- 佐々木春香
- 鈴木寛奈
- 青木誠人
- 小室かりん
- はにべあゆみ

## かつて所属していた俳優
- 高田純次
- 小形雄二
- 岩松了
- 桑名栄子
- 田口浩正
- 広岡由里子
- 田上香織
- 大久保了
- いずみよしはる
- 赤池忠訓
- 青柳省吾
- 岡部たかし
- 渡部友一郎
- 生天目仁美
- 菅田俊
- 井田國彦
- 藤本静
- 上枝鞠生
- 新矢裕介
- 山登敬之
- 徳丸純子
- 田岡美也子
- 時任亜弓
- 鈴木将一朗
- 松金よね子
- 渡辺江里子（阿佐ヶ谷姉妹）
- 木村美穂（阿佐ヶ谷姉妹）
- 栗林寿行
- ウクレレえいじ
- しゅはまはるみ
- 工藤和馬
- 池口十兵衛
- 大友律
- ムロツヨシ（1年間の研究生）[1][2]